# Apiciopsis fuliginosa
Apiciopsis fuliginosa är en fjärilsart som beskrevs av W. Warren 1905. Apiciopsis fuliginosa ingår i släktet Apiciopsis och familjen mätare. Inga underarter finns listade i Catalogue of Life.